# Il bianco pastore di renne
Il bianco pastore di renne (Valkoinen peura) è un film del 1952 diretto da Erik Blomberg.

## Trama
Una donna, moglie di un pastore di renne, si rivolge ad uno sciamano per risolvere i suoi problemi amorosi. Questi le predice che, a causa di un incantesimo, si trasformerà durante la notte in una renna bianca vampiro che seduce ed uccide. Il marito, ignaro della doppia vita della giovane moglie, darà la caccia alla misteriosa creatura.

## Riconoscimenti
- Festival di Cannes 1953: Prix International du film legendaire
- Golden Globe 1957: miglior film straniero in lingua straniera
- Jussi Awards 1952: miglior attrice, miglior film e migliore colonna sonora